# The Pussycat Dolls
 Der er for få eller ingen kildehenvisninger i denne artikel, hvilket er et problem. Du kan hjælpe ved at angive troværdige kilder til de påstande, som fremføres i artiklen.

The Pussycat Dolls var en amerikansk musik- og dansegruppe med udelukkende kvindelige medlemmer etableret af koreografen Robin Antin. Da gruppen i 2003 fik en pladekontrakt, bestod den af Melody Thornton, Kimberly Wyatt, Ashley Roberts, Carmit Bachar, Jessica Sutta og forsangeren Nicole Scherzinger. I 2008 forlod Carmit Bachar gruppen, der fortsatte som kvintet til opløsningen i 2010.
Gruppen fik i 2005 sit egentlige gennembrud med albummet PCD, der indeholdt hits som "Don't Cha" og "Buttons". I 2008 blev dette fulgt op af albummet Doll Domination, der indeholdt hitnumre som "When I Grow Up" og "Hush, Hush; Hush, Hush". Gruppen er kendt for sine udfordrende sceneoptrædener og videoer.
Pussycat Dolls har bl.a. haft hittene:
- "Don't cha" (ft. Busta Rhymes)
- "Beep" (ft. Will.i.am)
- "Buttons" (ft. Snoop Dogg)
- "I Don't Need a Man"
- "Wait a Minute" (ft. Timbaland)
- "Sway"
- "When I Grow Up"
- "Hate This Part"

Gruppen har været på flere turneer, blandt andet sammen med Black Eyed Peas i 2006 i Europa og Østasien, mens de senere dette år og til ind i 2007 turnerede som hovednavn i primært Europa og Nordamerika med i alt 66 koncerter, hvor Rihanna var opvarmningsnavn. Dette blev fulgt op af en turne i Nordamerika, hvor gruppen fungerede som opvarmningsnavn for Christina Aguilera i første halvdel af 2007. I 2009 er de på en turne dækkende det meste af kloden med 86 planlagte koncerter, hvor blandt andet Lady GaGa og Ne-Yo har været opvarmningsnavne. I foråret blev denne turne dog afbrudt af en række koncerter i Nordamerika som opvarmningsnavn for Britney Spears.
Nicole Scherzinger er gruppens absolutte forgrundsfigur, og hun har også en solokarriere, hvor hun har samarbejdet med produceren P. Diddy, som hun skrev sangen "Come to Me" med.
Pussycat Dolls har været med til at designe mærket "Björn Borg"

## Diskografi
- PCD (2005)
- Doll Domination (2008)